# Philonotis mauritiana
Philonotis mauritiana är en bladmossart som beskrevs av Johan Ångström 1873. Philonotis mauritiana ingår i släktet källmossor, och familjen Bartramiaceae. Inga underarter finns listade i Catalogue of Life.